# Jakobsweg Mühlviertel-Ost
Der Jakobsweg Mühlviertel Ost ist eine 163 Kilometer lange unbeschilderte bundesländerübergreifende Tangente des österreichischen Jakobsweges, die von Kautzen im niederösterreichischen Waldviertel durch das nördliche Waldviertel und den östlichen Teil des Unteren Mühlviertels in sieben Etappen nach Perg im Machland führt. Anschließend führt noch eine achte Etappe bei Mauthausen über die Donau zum Hauptstrang des österreichischen Jakobsweges. Die Einbindung erfolgt in Asten. Der Weg führt an sieben Jakobsstellen vorbei.

## Beschreibung
Ausgangspunkt ist die an der tschechischen Grenze gelegene Gemeinde Kautzen, die über eine Jakobskirche verfügt. Die erste, knapp 30 Kilometer lange Etappe führt vorbei an der dem heiligen Jakobus geweihten Wehrkirche aus dem 13. Jahrhundert in Kleinzwettl in der Marktgemeinde Gastern und reicht bis zur Marktgemeinde Vitis.
Die zweite Etappe ist etwa 18 Kilometer lang und führt von Vitis in die Marktgemeinde Echsenbach, wo sich ebenfalls eine Jakobskirche befindet. Entlang des Truppenübungsplatzes Allentsteig gelangt man in die kleine Ortschaft Germanns.
Die dritte Etappe, die nördlich an der Stadt Zwettl vorbeiführt, erreicht zunächst Schloss Rosenau, bevor sie nach insgesamt 28 Kilometern in die Stadt Groß-Gerungs gelangt. Die sogenannten Jakobihäuser in der Siedlung St. Jakob wurden aus den Steinen der ehemaligen Jakobskapelle Thail erbaut.
Auf der vierten, etwa 22 Kilometer langen Etappe benützt man über weite Strecken den Weitwanderweg 611, durchquert die Marktgemeinde Arbesbach und gelangt schließlich nach Altmelon, wo sich die zur Pfarre Arbesbach gehörende Jakobskirche aus dem Jahr 1259 befindet.
Von Altmelon führt die fünfte Etappe des Jakobswegs vom Waldviertel ins Mühlviertel. Dort wird bereits nach knapp 12 Kilometern die Ortschaft Haid in der Marktgemeinde Königswiesen erreicht. 
Von Haid nach Bad Zell gelangt man über die knapp 29 Kilometer lange sechste Etappe. Die Jakobskirche in der dazwischen liegenden Marktgemeinde Schönau im Mühlkreis wurde 1230 erstmals urkundlich erwähnt. 
Die knapp 19 Kilometer lange siebente Etappe von Bad Zell nach Perg führt zu einem großen Tal durch das Naarntal. Die Jakobskirche in Perg wurde 1416 erstmals urkundlich erwähnt, dürfte aber bedeutend älter sein. 
Von Perg gelangt man über eine Teilstrecke des Donausteiges Richtung Westen nach Mauthausen, wo eine Überquerung der Donau mit dem Auto oder der Eisenbahn bzw. im Sommer mit einer Radfähre möglich ist. Südlich der Donau erfolgt in Asten die Einbindung in den Hauptstrang des Österreichischen Jakobsweges. Diese Etappe ist knapp 14 Kilometer lang.

## Projekt
Der Jakobsweg Mühlviertel-Ostein ist ein Projekt des Pilgerbegleiters Peter Nefischer, das in mehreren Abschnitten zwischen Juni 2012 und Mai 2014 entwickelt wurde.